# شهرک سپتون
شهرک سپتون، روستایی در دهستان دشت عباس بخش دشت عباس شهرستان دهلران در استان ایلام ایران است.
این روستا شرقی ترین نقطه استان ایلام از لحاظ مختصات جغرافیایی و مسکونی بودن است.

## جمعیت
بر پایه سرشماری عمومی نفوس و مسکن در سال ۱۳۹۵، جمعیت این روستا برابر با ۵۰۶ نفر (۱۱۸ خانوار) بوده‌است.